# Publio Sempronio Tuditano
Publio Sempronio Tuditano (en latín, Publius Sempronius Tuditanus) fue un político y militar de la República romana. Elegido cónsul y censor, Sempronio lideró la retirada de los restos del ejército romano tras la batalla de Cannas.

## Batalla de Cannas
El cónsul Lucio Emilio Paulo (que murió en Cannae), había dejado en reserva a 10 000 hombres en el campamento. Tras la desastrosa derrota estos soldados tenían tres opciones: entregarse a Aníbal, romper las filas de los cartagineses y huir y mantener la posición y morir luchando frente al enemigo. La pequeña fuerza había sido rodeada por los cartagineses.
El oficial superviviente de mayor grado en aquel fatídico día era Publio Sempronio Tuditano. Sempronio pidió a sus hombres que se pusieran sus escudos y lo siguieran a través de las líneas de los exhaustos cartagineses. De los 10 000 hombres solo 600 se atrevieron a unirse a Sempronio, el resto estaba convencido de que si se entregaban a Aníbal el Senado accedería a pagar un rescate por sus vidas. Sempronio y sus 600 hombres consiguieron atravesar las líneas cartaginesas y huyeron a Canusio, donde obtuvieron refugio. Este acto aumentó increíblemente la reputación de Tuditano entre el pueblo y el Senado. El Senado se negó a pagar el rescate de los hombres que se habían entregado a Aníbal. Los padres conscriptos, en la persona del senador senior Tito Manlio Torcuato, utilizaron el ejemplo de la marcha de Tuditano para negarse a pagar a Aníbal el rescate de esos cobardes que no se habían unido a Sempronio.

## Carrera política
Dos años más tarde de su heroica marcha (214 a. C.), Sempronio fue elegido edil curul, y al año siguiente fue elegido pretor. Obtuvo Rímini como su provincia y tras la toma de Aterno retuvo su cargo durante los dos años siguientes (212-211 a. C.).
Sempronio fue elegido censor en 209 a. C. con Marco Cornelio Cetego como colega, a pesar de que ni Sempronio ni su colega habían ostentado el consulado. Estos dos jóvenes censores se mantuvieron en el cargo durante todo el lustro, cosa que no se cumplía desde el comienzo de la segunda guerra púnica debido a la muerte de alguno de los censores (normalmente en el transcurso de alguna batalla).
Fue Sempronio quien tuvo el derecho de decidir quién sería el nuevo Princeps Senatus. Cetego quería que se eligiera para el cargo a Tito Manlio Torcuato, un eminente excensor que había ostentado este cargo en 231 a. C. Sin embargo, Sempronio apoyaba la candidatura de Quinto Fabio Máximo que había sido elegido para la censura en 230 a. C. y por ello era senador junior con respecto a Torcuato. La decisión de Sempronio prevaleció sobre el deseo de Cetego rompiendo así la tradición de elegir para el puesto al más experimentado de los senadores senior. A partir de ese momento se elegiría para el puesto al hombre que más méritos hiciera, lo que permitió a Escipión el Africano acceder al cargo a pesar de su juventud.
En 205 a. C. Sempronio fue enviado a Grecia a la cabeza de una fuerza naval y terrestre con el fin de enfrentarse a Filipo V de Macedonia en el conflicto conocido como primera guerra macedónica con el título de procónsul. Sempronio sin embargo concluyó un tratado con Filipo, conocido como la "Paz de Fénice". El tratado fue alegremente ratificado por un Senado deseoso de desviar su atención a la guerra en África.
En 204 a. C. Sempronio fue elegido en ausencia para el consulado junto a su antiguo colega en la censura Marco Cornelio Cetego. Sempronio recibió el territorio de Brucio como provincia proconsular para que continuara la guerra frente a Aníbal. Sempronio fue derrotado por Aníbal perdiendo 2000 hombres pero después obtuvo una victoria decisiva obligándole a encerrarse tras las murallas de Crotona.
En 201 a. C., Sempronio formó parte de la embajada enviada a Ptolomeo rey de Egipto.